# چپکوریو
چپکوریو روستایی در استان ریفت والی، کنیا می‌باشد. این روستا در مسیر بزرگراه ب۵۴ که به سمت شمال غرب تا کاپتاگات ادامه دارد قرار گرفته‌است.